# Gitschenen
Gitschenen är ett berg i Schweiz.   Det ligger i kantonen Uri, i den centrala delen av landet, 80 km öster om huvudstaden Bern. Toppen på Gitschenen är 1 773 meter över havet.
Terrängen runt Gitschenen är huvudsakligen bergig, men den allra närmaste omgivningen är kuperad. Runt Gitschenen är det ganska glesbefolkat, med 47 invånare per kvadratkilometer.. Närmaste större samhälle är Schwyz, 18,9 km nordost om Gitschenen. 
I omgivningarna runt Gitschenen växer i huvudsak blandskog.